# Гафидовка
Гафидовка — деревня в составе Новоникулинского сельского поселения Цильнинского района Ульяновской области. 

## География
Находится у реки Бирюч на расстоянии примерно 23 километра на юго-запад по прямой от районного центра села Большое Нагаткино. 

## История
В 1913 в деревне был 13 дворов с населением 86 человек. В 1990-е годы работало ОПХ «Новоникулинское».  По состоянию на 2020 год обезлюдело.

## Население
Население составляло 4 человека в 2002 году (русские 100%), 0 по переписи 2010 года.